# Sydney Sibilia
Sydney Sibilia (Salerno, 19 novembre 1981) è un regista, sceneggiatore e produttore cinematografico italiano.

## Biografia
Sibilia inizia a realizzare cortometraggi insieme all'amico Fabio Ferro nella natia Salerno. Nel 2007 si trasferisce a Roma e gira gli spot per le campagne pubblicitarie per il canale Fox Crime e il programma Cambio cane, passando poi a campagne più importanti quali quelle per Wind con Giorgio Panariello (2014 e 2015). Nel frattempo realizza Oggi gira così (2010) un cortometraggio scritto con Valerio Attanasio e prodotto da Ascent Film, che ottiene numerosi riconoscimenti, tra cui il premio SIAE come miglior sceneggiatura.
Sempre con Valerio Attanasio scrive il soggetto e la sceneggiatura della sua opera prima Smetto quando voglio. Il film, prodotto dalla Fandango di Domenico Procacci, dalla Ascent Film di Andrea Paris e Matteo Rovere e da Rai Cinema, viene distribuito nelle sale cinematografiche nel febbraio 2014, riscuotendo un successo sorprendente. Il film viene presentato a festival nazionali e internazionali, fra cui il London Film Festival e il Reykjavik International Film Festival, con il titolo I Can Quit Whenever I Want, ottenendo dodici candidature ai David di Donatello 2014 e vincendo numerosi premi nazionali e internazionali, fra i quali il Nastro d'argento quale miglior produttore e il Ciak d'oro a Sydney Sibilia quale rivelazione dell'anno. 
Nel frattempo continua la sua attività di regista di spot pubblicitari, girando la campagna Wind con Fiorello (2015, 2016, 2017, 2018) e fonda insieme a Matteo Rovere la casa di produzione Groenlandia. Il 2 febbraio 2017 esce nei cinema il secondo atto, Smetto quando voglio - Masterclass prodotto da Groenlandia, Fandango e Rai Cinema. Il 30 novembre 2017 esce l'ultimo capitolo, Smetto quando voglio - Ad honorem. Nel 2018 gira la campagna pubblicitaria per FIAT Panda con protagonista Fabio Rovazzi e quindi, sempre con protagonista Fabio Rovazzi, per Wind.
Il 9 dicembre 2020 Netflix distribuisce il suo nuovo film L'incredibile storia dell'Isola delle Rose, ispirato alla storia dell'Isola delle Rose. Il 30 ottobre dello stesso anno Paolo Del Brocco, amministratore delegato di Rai Cinema, annuncia dalle pagine di Box Office n. 17 che il prossimo progetto di Sibilia sarebbe stato Mixed by Erry, lungometraggio che racconta la storia di Enrico Frattasio, DJ di Forcella che negli anni novanta con i suoi "falsi originali" costruì un impero miliardario. Il lavoro successivo del regista lo vede cimentarsi per la prima volta con una produzione televisiva per Sky Italia, che gli produce Hanno ucciso l'Uomo Ragno - La leggendaria storia degli 883, miniserie in 8 puntate che Sibilia co-dirige con Alice Filippi e Francesco Ebbasta, scrivendone anche la sceneggiatura, e che narra l'ascesa degli 883, in particolare dal punto di vista di Max Pezzali, e il rapporto tra quest'ultimo e Mauro Repetto. La trasmissione della serie inizia l'11 ottobre 2024.

## Vita privata
Dal 2019 Sydney Sibilia ha una relazione con l'attrice Greta Scarano. La coppia è convolata a nozze nel 2021.

## Filmografia

### Regista

#### Cinema
- L'ombra della chiave inglese - cortometraggio (1998)
- Marzo - cortometraggio (2004)
- Cachaça - cortometraggio (2005)
- Iris Blu - cortometraggio (2005)
- Noemi - cortometraggio (2007)
- Oggi gira così - cortometraggio (2010)
- Smetto quando voglio (2014)
- Smetto quando voglio - Masterclass (2017)
- Smetto quando voglio - Ad honorem (2017)
- Io sì, tu no - cortometraggio (2017)
- L'incredibile storia dell'Isola delle Rose (2020)
- Mixed by Erry (2023)

#### Televisione
- Hanno ucciso l'Uomo Ragno - La leggendaria storia degli 883 – serie TV, episodi 1x01-1x02 (2024)

### Sceneggiatore

#### Cinema
- Cachaça, regia di Sydney Sibilia - cortometraggio (2005)
- Iris Blu, regia di Sydney Sibilia - cortometraggio (2005)
- Noemi, regia di Sydney Sibilia - cortometraggio (2007)
- Oggi gira così, regia di Sydney Sibilia - cortometraggio (2010)
- Niente orchidee, regia di Leonardo Godano e Simone Godano - cortometraggio (2010)
- Smetto quando voglio, regia di Sydney Sibilia (2014)
- Smetto quando voglio - Masterclass, regia di Sydney Sibilia (2017)
- Smetto quando voglio - Ad honorem, regia di Sydney Sibilia (2017)
- Io sì, tu no, regia di Sydney Sibilia - cortometraggio (2017)
- L'incredibile storia dell'Isola delle Rose, regia di Sydney Sibilia (2020)
- Mixed by Erry, regia di Sydney Sibilia (2023)

#### Televisione
- Zio Gianni - serie TV, 4 episodi (2014)
- Hanno ucciso l'Uomo Ragno - La leggendaria storia degli 883 – serie TV, 7 episodi (2024)

### Produttore

#### Cinema
- Iris Blu, regia di Sydney Sibilia - cortometraggio (2005)
- Noemi, regia di Sydney Sibilia - cortometraggio (2007)
- Oggi gira così, regia di Sydney Sibilia - cortometraggio (2010)
- Il campione, regia di Leonardo D'Agostini (2019)
- Mixed by Erry, regia di Sydney Sibilia (2023)
- Non sono quello che sono, regia di Edoardo Leo (2024)
- Gioco Pericoloso, regia di Lucio Pellegrini (2025)

#### Televisione
- Carosello Carosone, regia di Lucio Pellegrini – film TV (2021)
- Hanno ucciso l'Uomo Ragno - La leggendaria storia degli 883 – serie TV (2024)
- Nord Sud Ovest Est – La leggendaria storia degli 883 – serie TV (2026)

### Attore
- Cachaça, regia di Sydney Sibilia - cortometraggio (2005)
- Iris Blu, regia di Sydney Sibilia - cortometraggio (2005)
- Noemi, regia di Sydney Sibilia - cortometraggio (2007)

## Riconoscimenti
- Ciak d'oro
  - 2014 – Rivelazione dell'anno per Smetto quando voglio
  - 2014 – Candidatura Migliore sceneggiatura per Smetto quando voglio
- David di Donatello
  - 2014 – Candidatura al miglior film per Smetto quando voglio
  - 2014 – Candidatura al miglior regista esordiente per Smetto quando voglio
  - 2014 – Candidatura al migliore sceneggiatura per Smetto quando voglio
  - 2024 - Candidatura alla migliore sceneggiatura adattata per Mixed by Erry
- Globo d'oro
  - 2014 – Migliore commedia per Smetto quando voglio
  - 2014 – Candidatura Miglior film per Smetto quando voglio
  - 2021 – Migliore commedia per L'incredibile storia dell'isola delle rose
  - 2023 – Candidatura Miglior commedia per Mixed by Erry
- Nastro d'argento
  - 2014 – Candidatura Migliore commedia per Smetto quando voglio
  - 2014 – Candidatura Migliore regista esordiente per Smetto quando voglio
  - 2021 – Migliore commedia per L'incredibile storia dell'Isola delle Rose
  - 2023 – Migliore commedia per Mixed by Erry